# Малая Сарка
Малая Сарка (эрз. Сарлей) — река в России, протекает по Ульяновской области, Республике Мордовия и Чувашской Республике. Левый приток реки Сура.

## География
Река берёт начало у села Жарёнки Ардатовского района Мордовии. Течёт на восток по открытой местности у населённых пунктов Жарёнки, Чукалы, Кученяево. Затем течёт по территории Сурского района Ульяновской области через населённые пункты Зимницы, Ащерино, Кольцовка, Ждамирово, Елховка. Устье реки находится южнее села Иваньково-Ленино Алатырского района Чувашии в 304 км от устья Суры. Длина реки составляет 52 км, площадь водосборного бассейна — 322 км².

## Данные водного реестра
По данным государственного водного реестра России относится к Верхневолжскому бассейновому округу, водохозяйственный участок реки — Сура от Сурского гидроузла и до устья реки Алатырь, речной подбассейн реки — Сура. Речной бассейн реки — (Верхняя) Волга до Куйбышевского водохранилища (без бассейна Оки).
Код объекта в государственном водном реестре — 08010500312110000037606.